# 伊斯拉姆纳加尔
伊斯拉姆纳加尔（Islamnagar），是印度北方邦Budaun县的一个城镇。总人口26055（2001年）。

## 人口
该地2001年总人口26055人，其中男性13660人，女性12395人；0—6岁人口5272人，其中男2741人，女2531人；识字率39.54%，其中男性为46.80%，女性为31.54%。